# النار في أطراف أصابعه
النار في أطراف أصابعه (بالإنجليزية: Fire in His Fingertips)‏ هي سلسلة مانغا يابانية نشرت لأول مرة في 2018 وتحولت لمسلسل أنمي عرض في يوليو حتى سبتمبر 2019 وتم تجديده لموسم ثاني عرض في يوليو حتى أغسطس 2021.